# Pérovskite
Cet article concerne le minéral. Pour la structure cristalline, voir Pérovskite (structure).
La pérovskite désigne originellement un minéral du titanate de calcium de formule CaTiO3. On appelle plus généralement pérovskites les minéraux de même structure, dont un polymorphe de (Mg,Fe)SiO3 considéré comme le minéral le plus abondant du manteau terrestre. Dans la croûte, les pérovskites sont des minéraux accessoires communément trouvés dans les carbonatites et l'un des hôtes majeurs pour les terres rares et le niobium.

## Historique de la description et appellations

### Inventeur et étymologie
Cette espèce minérale a été décrite en 1839 par le minéralogiste allemand Gustav Rose, à partir d'échantillons provenant de l'Oural. Il l'a dédiée au minéralogiste russe Lev Alexeïevitch Perovski (1792–1856). À noter qu’initialement le terme pérovskite était, en français, masculin. La dénomination retenue par l'Association internationale de minéralogie est Perovskite (sans accent).

### Topotype
- Akhmatovskaya Kop (Mine d'Achmatovsk), Monts Nazyamskie, Zlatooust, Oblast de Tcheliabinsk, sud de l'Oural, en Russie.

### Synonymie
- Métapérovskite (Federov, 1892)[6]

## Caractéristiques physico-chimiques

### Critères de détermination
La pérovskite présente un aspect métallique et une couleur noire ou brun-rouge. Elle peut parfois être légèrement transparente. Elle a une densité de 4,0 et une dureté de 5,5 sur l'échelle de Mohs.

### Variétés et mélanges
- Dysanalyte (Knop, 1877)[7], variété niobifère de pérovskite décrite initialement à partir d'échantillons de la carrière de Badloch, Mont Orberg, Kaiserstuhl, Baden-Württemberg, Allemagne.
- Knopite[8], variété de pérovskite riche en cérium, de formule idéale (Ca,Ce,Na)(Ti,Fe)O3, décrite à partir d’échantillons de Långörsholmen, Alnön, Commune de Sundsvall, Medelpad, en Suède. Nommée en l'honneur du chimiste allemand Wilhelm Knop (1817-1891).

## Cristallographie
La pérovskite cristallise dans le système cristallin orthorhombique, de groupe d'espace Pbnm (no 57) si les paramètres de maille sont rangés par ordre croissant (a < b < c) avec Z = 4 unités formulaires par maille conventionnelle. Ses paramètres de maille à température ambiante sont a = 538,8 pm, b = 544,7 pm et c = 765,4 pm, donnant lieu à un volume de la maille de 0,224 6 nm3 et une masse volumique calculée de 4,02 g/cm3.
Le titane a pour voisins six ions O2− dans un environnement octaédrique, sa coordinence est 6. La longueur de liaison Ti-O moyenne est 197 pm.
Le calcium a pour voisins douze ions O2− dans un environnement cuboctaédrique très déformé, sa coordinence est 12. Les longueurs de liaison Ca-O varient entre 240  et   323 pm, avec une moyenne de 273 pm.
Les atomes d'oxygène sont distribués sur deux sites non équivalents, O1 et O2. Tous deux ont pour voisins deux ions Ti4+ et quatre ions Ca2+ dans un environnement octaédrique déformé, leur coordinence est (2+4). Les longueurs de liaison moyennes sont O1-Ti = 195 pm, O1-Ca = 273 pm, O2-Ti = 196 pm et O2-Ca = 273 pm.

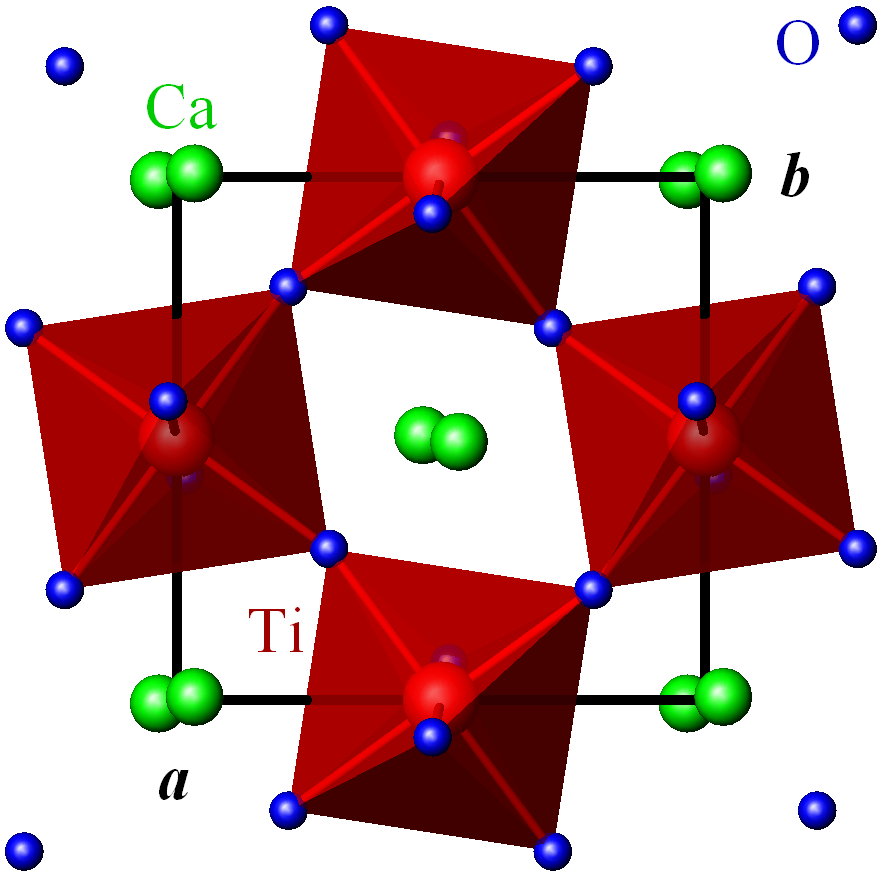
Structure cristalline de la pérovskite, projetée sur le plan (a, b). Rouge : Ti, vert : Ca, bleu : O.
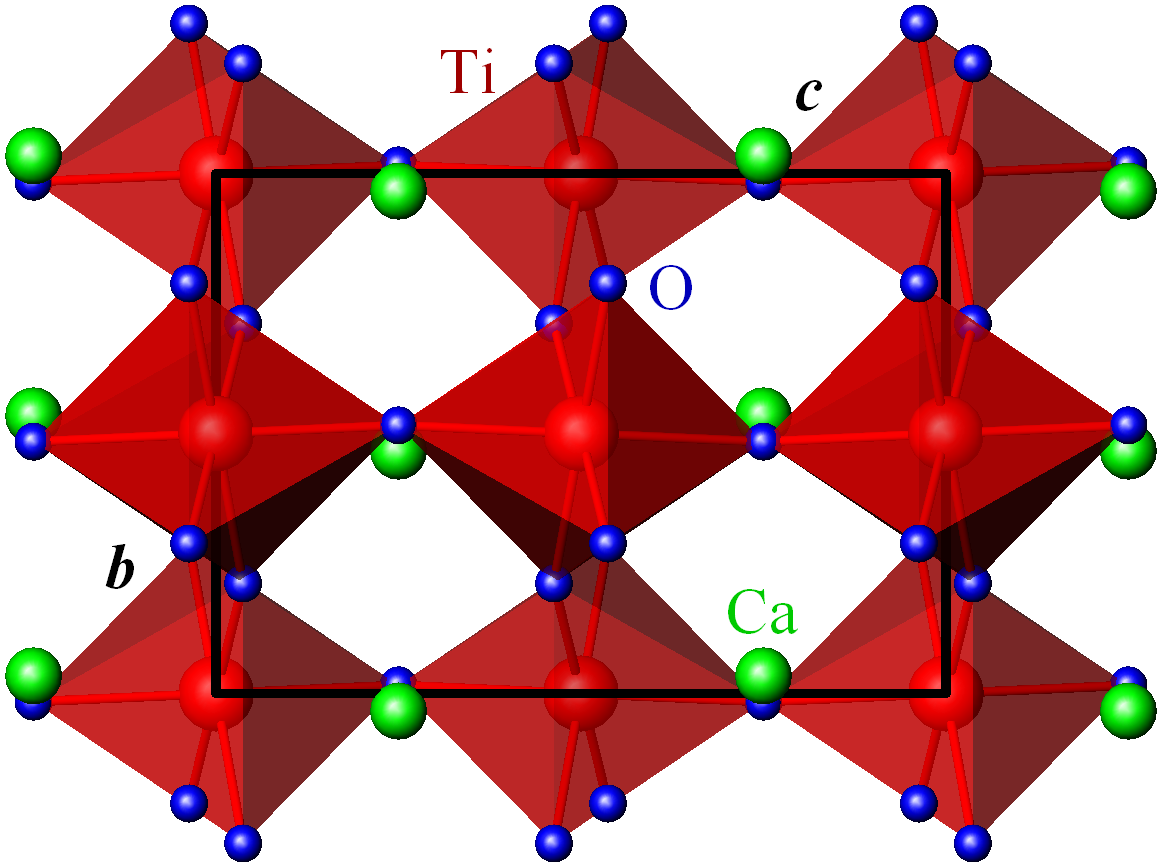
Structure cristalline de la pérovskite, projetée sur le plan (b, c). Rouge : Ti, vert : Ca, bleu : O.

## Cristallochimie
La pérovskite forme une série avec la lakargiite : Ca(Zr,Sn,Ti)O3 et la mégawite : CaSnO3 dont elle constitue le pôle pur en Ti (la mégawite constitue le pôle pur en Sn).
La pérovskite sert également de chef de file à un groupe de minéraux isostructuraux : le groupe de la pérovskite. Il s'agit d'espèces minérales qui partagent une même structure cristalline appelée structure pérovskite.

### Groupe de la pérovskite
- Bariopérovskite ou titanate de baryum : BaTiO3
- Davemaoïte : CaSiO3
- Isolueshite (it) : (Na,La,Ca)(Nb,Ti)O3
- Lakargiite : Ca(Zr,Sn,Ti)O3
- Latrappite (it) : (Ca,Na)(Nb,Ti,Fe)O3
- Loparite-(Ce) : (Na,Ce,Ca,Sr,Th)(Ti,Nb,Fe)O3
- Lueshite ou niobate de sodium : NaNbO3
- Macédonite ou titanate de plomb : PbTiO3
- Mégawite ou stannate de calcium : CaSnO3
- Pérovskite ou titanate de calcium : CaTiO3
- Tausonite ou titanate de strontium : SrTiO3

## Études
Pour mieux comprendre les conditions de cristallisation de pérovskites de différentes compositions dans la nature, des expériences ont porté sur la solubilité et la stabilité physicochimique de composés du groupe de la pérovskite en conditions hydrothermales. R.H Mitchell a ainsi montré à la fin des années 1990 que la pérovskite est très soluble (jusqu'à 30 %) dans les liquides haplocarbonatitiques et qu'elle cristallise « dans la “masse” ».
Il a aussi montré que d'autres composés du groupe de la pérovskite sont cependant instables (ils se déstabilisent en une variété de carbonates, des pérovskites à lanthane (La), la loparite calcifère et des niobates calcifères) ; La lueshite et la tausonite ne produisent pas de phases primaires dans les liquides, ce qui laisse supposer que la lueshite et la tausonite ne cristallisent pas dans des liquides carbonatitiques à basse température et que « Ti, les terres rares et Nb se concentrent préférentiellement dans les liquides résiduels où cristallisent la loparite calcifère et divers niobates ».
En 2017, une méthode de caractérisation des propriétés mécaniques des oxydes conducteurs mixtes à structure Pérovskite a été publiée. Basée sur la compression diamétrale (évaluée par mesure optique) elle nécessite une étape de "post-traitement" associant la simulation numérique d'essais (sous air, à température ambiante ou à 900 °C) à des outils de corrélation d’images numériques en champ complet, en utilisant l'algorithme de Levenberg-Marquardt.

## Utilisations photovoltaïques
Le cristal CH3NH3PbI3 absorbe bien la lumière et a des propriétés (découvertes en 2012) permettant presque d'atteindre les meilleurs rendements de conversion, avec un reccord à 25,7 % et non loin des 26,1 % (record pour le silicium).
La structure pérovskite est donc mise à profit pour fabriquer une nouvelle génération de cellules solaires inorganiques-organiques à haut-rendement de conversion, qui gagnent en efficacité (jusqu'à dépasser 22 %) notamment car les porteurs de charge présentent des longueurs de trajet très longues.
Dans la revue Science, Pazos-Outón et al. ont en 2016 montré que ceci permet un recyclage des photons comme il en avait déjà été observé dans les cellules solaires à haut rendement, dopée à l'arséniure de gallium. 
Des pérovskites hybrides (ex : pérovskites plomb-halogénures) ont émergé comme matériau photovoltaïque hautement performant. L'observation et la cartographie fine de la propagation de la luminescence et de charges photogénérées à partir d'un point de photoexcitation local dans des films minces de plomb pérovskites tri-iodure ont récemment (publication 2016) mis en évidence l'émission de lumière à des distances supérieures ou égales à 50 micromètres.
Le transport d'énergie dans le matériau n'est pas limité par le transport de charge diffusante, mais peut se produire sur de longues distances à travers de multiples événements absorption-diffusion-émission. Ce processus crée de fortes densités d'excitation au sein de la couche de pérovskite et permet la production circuit ouvert haute-tension.
En 2012, les premières cellules prototypées (par Graetzel et Snaith) ont immédiatement et sans optimisation atteint les meilleures performances parmi les technologies émergentes, mais avec deux défauts ; une mauvaise résistance à l'eau, et une dégradation matérielle rapide et irréversible de leur matériau. Il est apparu que cette dégradation était en partie due à des défauts et grains de la matière utilisée. En améliorant la pureté du cristal, des Américains ont d’abord allongé à une heure environ la durée de vie sans dégradation, observant au passage que cette dégradation diminuait quand la température baissait pour s'interrompre à 0 °C, et qu'elle diminuait également dans certaines configurations de polarisation de la cellule. En 2016, une équipe pluridisciplinaire rennaise (laboratoires ISCR et FOTON, CNRS/Université de Rennes 1/INSA de Rennes)  associée à plusieurs équipes américaines a mis en évidence un mécanisme d'autoréparation rapide de ces cellules photovoltaïques quand elles sont placées dans le noir (ou la nuit). Il semble qu'après plusieurs heures d'exposition au soleil, des charges électriques se stockent dans les déformations du réseau cristallin et perturbent le flux perpétuel (à la lumière) des porteurs de charges libres produites par « effet photovoltaïque ». Dans le noir total et en moins de 60 secondes, ces zones se déchargent spontanément, réparant les dégâts induits par le rayonnement solaire.
Des « cellules pérovskites » peuvent être produites sous forme d'« encre photovoltaïque » peu coûteuses et pouvant recouvrir de grandes surfaces.
En 2018, on espère pouvoir les utiliser pour produire des vitres transparentes produisant de l'électricité, éventuellement en intégrant des concentrateurs solaires dits luminescents dans le verre ; dans le verre, des points quantiques (particules semi-conductrices) pourraient ainsi absorber le rayonnement UV et infrarouge pour la réémettre aux longueurs d'onde utiles pour les cellules solaires classiques.

### Utilisation pour la production de lumière
Dans un futur proche, la pérovskite pourrait aussi être utilisée pour produire de la lumière, via diverses sortes de diodes électroluminescentes (DEL) bon marché. En effet des travaux publiés en 2019 montrent que ce cristal peut convertir un flux d'électrons en une lumière dont la pureté de couleur est élevée, et ceci avec une efficacité au moins égale à celle des DEL organiques commercialisées et notamment utilisées dans les écrans plats.
Des DEL à pérovskite ont ainsi été présentées en 2019. Contrairement aux DEL classiques, leur fabrication n'a pas nécessité de traitement à haute température en chambre à vide. Un simple mélange de leurs composants chimiques en solution à température ambiante, suivi d'un bref traitement thermique pour leur cristallisation, a suffi.
En outre une imprimante 3D dont l'encre contenait les nanofibres de pérovskite ainsi produites, a permis de fabriquer des prototypes d'assemblages de DEL à pérovskite. Ces DEL à pérovskite sont potentiellement utilisables dans des écrans couleur. La couleur de la lumière peut être modifiée par des filtres ou prédéterminée en modifiant la recette chimique de la pérovskite. En 2019 la totalité du spectre des couleurs a pu être recomposée en laboratoire (jusqu’au proche infrarouge).
Sur la période 2014-2019, le rendement de ces nouvelles diodes est passé de 0,76 % des électrons transformés en photons à 20 % pour certaines DEL à pérovskite (grâce à un dopage au plomb par exemple). Elles sont encore loin d'égaler les meilleures DEL, mais sont porteuses d'espoir.
Pour révolutionner l'éclairage et les écrans, elles doivent surmonter leur principal défaut (défaut qui affecte aussi les composants photovoltaïques à base de pérovskite) : elles se détruisent beaucoup trop vite ; en moins de 50 heures, alors qu’il faudrait une tenue d’au moins 10 000 heures pour un succès commercial.
Ce problème est néanmoins peut-être surmontable, car des progrès rapides ont été constatés dans les années 2010, et parce que les premières DEL organiques avaient elles aussi une faible durée de vie ; en outre les cellules photovoltaïques à pérovskite ont pu être améliorées simplement en les isolant de l’air et de l’humidité.